# کازوکی اوتاکه
کازوکی اوتاکه (انگلیسی: Kazuki Ōtake؛ زادهٔ ۸ دسامبر ۱۹۶۷) بازیگر اهل ژاپن است.